# فيليب إيدل
فيليب إيدل (بالفرنسية: Philippe Eidel)‏‏ (22 ديسمبر 1956 - 6 سبتمبر 2018) هو مؤلف موسيقي وكاتب فرنسي.

## روابط خارجية
- فيليب إيدل على موقع IMDb (الإنجليزية)
- فيليب إيدل على موقع ميوزك برينز (الإنجليزية)
- فيليب إيدل على موقع ديسكوغز (الإنجليزية)
- فيليب إيدل على موقع قاعدة بيانات الفيلم (الإنجليزية)